# کادهرین

فعل‌وانفعالات اصلی پروتئین‌های ساختاری در محلِ اتصال و چسبندگی سلولی وابسته به کادهرین: رشته‌های باریک اکتین به آلفا-اکتنین و از طزیق وینکولین به غشا سلول متصل هستند. دومِـین فوقانی (رأسی) وینکولین، از طریق کاتنین آلفا، بتا و گاما، به «E-cadherin» وصل می‌شود. دومِـین تحتانی (دُمی) وینکولین به چربی‌های غشایی و همچنین رشته‌های باریک اکتین اتصال دارد.

کادهرین (انگلیسی: Cadherin) که نامش را از عبارت «چسبندگی وابسته به کلسیم» می‌گیرد، رده‌ای از پروتئین‌های تراپوسته‌ای هستند که در اتصال و چسبندگی سلولی در درون یک بافت، نقش مهمی ایفا می‌کنند.
این پروتئین‌ها، برای عملکرد خود به یون کلسیم (Ca2+) وابسته‌اند.
خانوادهٔ بزرگ کادهرین‌ها، مشتمل بر «کادهرین»، «پروتوکادهرین»، «دسموگلئین» و «دسموکولین» و تعدادی پروتئین دیگر است.
امروزه بر اساس یک نظریهٔ رایج، سلول‌ها زیرگروه‌های کادهرین را بر پایهٔ ویژگی‌های کینتیک (و نه ویژگی‌های ترمودینامیک) از یکدیگر تمیز می‌دهند، چه آنکه انواع متفاوت پیوندهای هوموتیپیک کادهرین، عمر و میزانِ بقای متفاوتی از یکدیگر دارند.